# Dravče
Dravče so naselje v Občini Vuzenica.